# Метрология
Метрология (на гръцки: μέτρον + λόγος – мярка + мисъл, причина) е наука за измерването, методите и средствата на измерване. Предмет на метрологията е извличането чрез измерване на информация за свойствата на обектите с дадена точност и достоверност.

## Раздели
Науката метрология се разделя на 3 основни дяла:
- теоретична (фундаментална);
- приложна (практическа);
- законодателна.

Като независим дял се разглеждат въпросите за паричните единици на държавите.

## Етапи в развитието на науката
- XVIII век – приемане на еталона за метъра.[4] Този еталон се съхранява във Франция, в Музея за мерки и теглилки; след предефинирането на единиците SI през 2019 г. този еталон е преди всичко исторически експонат, отколкото научен инструмент;
- 1832 г. – Гаус разработва абсолютна система за измерване, като въвежда три основни единици: за дължина – 1 mm, за време – 1 s, за маса – 1 mg; тази система става основа на системата сантиметър-грам-секунда (CGS).
- 1875 г. – подписва се Конвенцията за метъра;[4]
- 1960 г. – разработена е Международната система на единиците (SI).[5]

## Проблеми пред метрологията
- създаване на обща теория на измерванията;
- формиране на единиците за физическите величини;
- създаване на еталони и образци;
- разработване на основните принципи в т.нар. „законодателна метрология“;
- разработване и стандартизация на методите и средствата за измерване;
- разработване на методите за определяне точността на измерванията